# الأمعط
الأمعط، أو الذئب الأمعط هو اسم أطلقه العرب البدو، ارتبط هذا الاسم بالذئب الوحيد الغدار أو المخادع الذي يهاجم وينهش الشخص بغفلة وخفة وخداع. ومن الممكن أيضا يسمى بالإنجليزية «Lone Wolf». عكس كلمة الذئب وحدها عندما تطلق على شخص ما مثل، «هذا الرجل ذئب» فهي تصفه بغرض المدح بالطيبة، بالذكاء، بالدهاء والقوة. كما تستخدم هذا السمة في الكثير من القصص والروايات ولها أوصاف أخرى متعددة كما جاء في، قاموس المعجم الوسيط، اللغة العربية المعاصر أمعط: «لص أمعط»: شبه الذئب.